# لنورا گارفینکل
لنورا گارفینکل (انگلیسی: Lenora Garfinkel; ۲ ژانویهٔ ۱۹۳۰ – ۲۹ آوریل ۲۰۲۰) معمار اهل ایالات متحده آمریکا بود.